# 第61回NHK红白歌合战
《第61回NHK红白歌合战》（日语：だいろくじゅういっかいエヌエイチケイこうはくうたがっせん）于2010年12月31日在NHK音乐厅以現場直播的方式举行。此次NHK红白歌合战通算是第61次。

## 概要
由於上一年第60回的大型纪念活动，使得本次节目受到更大关注。本屆时间较上一年度缩短了15分钟，自日本标准时间（JST）19时30分开始播送。
自本次起，红白歌合战新增了吉祥物“Uta♪Wookie”（ウタ♪ウッキー）。
NHK在日本國內轉播的頻道與以往相同，电视为NHK综合频道（数字、模拟）、BS2（数字、模拟）、BShi共三台，广播为NHK廣播第1頻率，总共4個頻道进行播送。面向国外的则是NHK World Premium以及日本国际广播电台（短波仅面向东南亚与亚洲大陆，卫星广播面向全球）。支持数字电视双向互动。数字综合频道（不含1seg）及数字BS2在立体声第二声道由“红白应援队”的Terry伊藤、关根麻里及NHK播音员松本和也播送了《红白·秘談频道》。
由于2011年7月日本将结束類比电视信号播送，該次红白歌合战是最后一次可以在類比电视上观看。
海外播出方面，台灣由緯來日本台在2011年1月8日下午5時整至10時15分（台灣時間），以附註中文字幕方式播出。

## 播送前消息
以下时间均为2010年
- 10月14日 - 公布播送时间以及主题“用歌曲连结”。
- 10月20日 - 公布红白应援队名单。
  - 由前回（第60回）红白应援队成员关根麻里、Terry伊藤以及前回红白数码应援队队员水树奈奈担任。
- 10月26日 - 公布红白歌合战官方吉祥物“歌曲♪Wookie”。
- 11月3日 - 公布主持人。
  - 红组为演员松下奈緒，白组为杰尼斯事务所旗下之岚[2]。岚也是首个担任红白主持的组合。
- 11月15日 - 进行了现场观看抽签。
  - 据NHK公布，本次抽签当选率为578:1，是自第56回开始采取这一形式决定观看人士以来最高的一次[3]。
- 11月17日 - 公布总主持人以及广播主持[4]。开始Twitter上的红白歌合战官方账户[5]。
- 11月24日 - 公布出场歌手。记者会在网络上进行了实时配信直播[6]。
- 11月29日 - 开始募集观众评委。
- 12月21日 - 公布曲目。
- 12月22日 - 公布嘉宾评委以及节目内特别企划。
- 12月26日 - 公布曲目顺序。
  - DREAMS COME TRUE连续两年担任红组压轴，SMAP则时隔6年、第3次担任全场压轴。这是继1978年·第29回NHK红白歌合战中，由山口百惠担任红组压轴，泽田研二担任全场压轴以来，时隔32年第二次由非演歌系歌手（流行歌手）分别担任红白两组的压轴，也是有史以来第一次红白两组都由组合或者乐队担任压轴。
- 12月28日 - 公布桑田佳祐之出演消息。
- 12月29日 - 彩排开始。
  - 当天下午3点40分左右，出场歌手和田現子在开车前去彩排途中，遭遇撞车事故。虽然最终仍然坚持参加了彩排，但结束后即被送往医院，并被诊断为颈椎扭伤、腰部挫伤，痊愈需10天的轻伤。对其出场外界多有担心[7]，但最终还是坚持出场。
- 12月31日 - 正式播送。最終白組獲得優勝。

## 出场歌手及曲目
下列依照出場順序排列，歌手名標為粗體者为没有参加上一回（第60回）的歌手或團體。
| 紅組 | 紅組             | 紅組     | 紅組                             | 白組 | 白組         | 白組     | 白組                       |
| 顺次 | 歌手／團體名     | 出场回数 | 曲目                             | 顺次 | 歌手／團體名 | 出场回数 | 曲目                       |
| 前半 | 前半             | 前半     | 前半                             | 前半 | 前半         | 前半     | 前半                       |
| --- | ---------------- | -------- | -------------------------------- | ---- | ------------ | -------- | -------------------------- |
| 1 | 濱崎步           | 12       | Virgin Road                      | 2    | EXILE        | 6        | I Wish For You             |
| 3 | AKB48            | 3        | 紅白2010 AKB48神曲SP             | 4    | NYC          | 2        | 好好玩好好学、勇气100% NYC |
| 5 | 安潔拉·亞季      | 5        | 闪耀的人                         | 6    | AAA          | 初       | 想見你的理由               |
| 7 | 中村美律子       | 15       | 河內漢子曲                       | 8    | flumpool     | 2        | 好想告诉你                 |
| 9 | 平原綾香         | 7        | Voyagers                         | 10   | 遊助         | 2        | 人                         |
| 企劃單元「卡通人物紅白歌合戰」 1：與媽媽同樂「哪里来的这个香菇」、2：怪物王子（大野智）「愉快痛快怪物君」、 3：水樹奈奈&前田敦子、大島優子、板野友美（AKB48）「Alright! 光之美少女!」、4：熊倉一雄「咯咯咯的鬼太郎」 |                  |          |                                  |      |              |          |                            |
| 11 | 伍代夏子         | 17       | 一人独斟                         | 12   | 細川贵志     | 34       |                            |
| 14 | 西野加奈         | 初       | Best Friend                      | 13   | 色情涂鸦     | 9        | 你是100%                   |
| 16 | 川中美幸         | 23       | 二輪草                           | 15   | 放克猴宝贝   | 2        | 還有一個                   |
| 18 | KUMIKO           | 初       | INORI〜祈禱〜                    | 17   | HY           | 初       | 越过时空                   |
| 19 | 水森香织         | 8        | 松島紀行                         | 20   | 德永英明     | 5        | 任时光从身边流逝           |
| 21 | 水樹奈奈         | 2        | PHANTOM MINDS                    | 22   | 彩虹樂團     | 4        | BLESS                      |
| 23 | 天童芳美         | 15       | 人生旅途的伴侣                   | 24   | 森進一       | 43       | 襟裳岬                     |
| 後半 |                  |          |                                  |      |              |          |                            |
| 紅白主題曲「歌曲的力量」合唱 |                  |          |                                  |      |              |          |                            |
| 26 | aiko             | 9        | 面對面                           | 25   | 乡广美       | 23       | GO!GO!Year紅白特别组曲     |
| 27 | Perfume          | 3        | Nee                              | 28   | TOKIO        | 17       | advance                    |
| 29 | 倖田來未         | 6        | KODA KUMI 2010 Special Medley    | 30   | 五木宏       | 40       | 紫茉莉                     |
| 企劃單元「我們的故鄉 日本」：嵐、紅白有志 |                  |          |                                  |      |              |          |                            |
| 31 | 和田秋子         | 34       | AKKO!紅白2010特别版              | 32   | 加山雄三     | 17       | 若大将50年!特别组曲        |
| 34 | 小林幸子         | 32       | 母亲的喃喃自语                   | 33   | 福山雅治     | 3        | 道標                       |
| 36 | 植村花菜         | 初       | 廁所的神明                       | 35   | 可苦可樂     | 6        | 流星                       |
| 38 | 生物股长         | 3        | 谢谢                             | 37   | 嵐           | 2        | 2010紅白独家组曲           |
| 特別演出：桑田佳祐「寶貝前進吧！！」「其實是可怕的愛與羅曼史」 |                  |          |                                  |      |              |          |                            |
| 39 | 石川小百合       | 33       | 越过天城                         | 40   | 北島三郎     | 47       | 風雪之旅                   |
| 41 | 坂本冬美         | 22       | 仍然愛著你                       | 42   | 冰川清志     | 11       | 彩虹的Baion                |
| 43 | DREAMS COME TRUE | 14       | 一起走下去♡ feat. 紅白特別管樂團 | 44   | SMAP         | 18       | This is love '10 SP组曲    |

1. ↑  包含「Beginner」、「無限重播」、「馬尾與髮圈」三首歌曲。
2. ↑  包含「好好玩好好学」、「勇气100%」两首歌曲。
3. ↑  包含「我爱你」、「我们的英雄」、「男愿Groove!」三首歌曲。
4. ↑  包含「喜歡，喜歡，喜歡。」、「Lollipop」两首歌曲。
5. ↑  包含「人生现在才开始」、「笑一个原谅我」、「旧日记」三首歌曲。
6. ↑  包含「夜空之星」、「寂寞心老爹乐团」两首歌曲。
7. ↑  包含「Troublemaker」、「Monster」两首歌曲。
8. ↑  包含「This is love」、「Triangle」两首歌曲。

## 主持人
- 紅組：松下奈緒（主演2010年播出的NHK晨間劇《鬼太郎的老婆》）
- 白組：嵐（大野智、櫻井翔、相葉雅紀、二宮和也、松本潤）
- 綜合：阿部渉（NHK主播；連續兩年擔任綜合主持人）
- 電台直播：小松宏司、黑崎惠（NHK主播）

## 脚注
1. ↑  红白国际播送编成预定 - NHK红白歌合战博客 2010年11月21日
2. ↑  https://web.archive.org/web/20101106010329/http://www9.nhk.or.jp/kouhaku/topics/101103.html
3. ↑  进行了现场观看抽签会 - 红白歌合战博客
4. ↑  总主持·广播直播发布 - 红白歌合战博客
5. ↑  NHK“红白歌合战”专用Twitter开始 （页面存档备份，存于）,ITmedia,2010年11月18日
6. ↑  红白出场者发布，网络直播 Twitter上进行速报 （页面存档备份，存于）,ITmedia,2010年11月24日
7. ↑  . 日刊体育. 2010-12-30  [2011年1月3日]. （原始内容存档于2011-01-02）.

## 外部連結
- 第61回NHK紅白歌合戰官方網站
- NHK紅白歌合戰官方twitter （页面存档备份，存于）